# Lagoão
Lagoão là một đô thị thuộc bang Rio Grande do Sul, Brasil. Đô thị này có diện tích 383,658 km², dân số năm 2007 là 6389 người, mật độ 16,65 người/km².